# Bercuit Tennis Open 2012
Il Bercuit Tennis Open 2012, noto come Sda Tennis Open per motivi di sponsorizzazione, è stato un torneo professionistico di tennis giocato sulla terra rossa. È stata l'unica edizione del torneo che faceva parte dell'ATP Challenger Tour nell'ambito dell'ATP Challenger Tour 2012. Si è giocato dal 16 al 22 luglio 2012 a BercuitBercuit, circoscrizione del comune di Grez-Doiceau, in Belgio.

## Partecipanti

### Teste di serie
| Nazionalità | Giocatore        | Ranking* | Testa di serie |
| ----------- | ---------------- | -------- | -------------- |
| Belgio      | Steve Darcis     | 75       | 1              |
| Belgio      | Olivier Rochus   | 104      | 2              |
| Romania     | Victor Hănescu   | 140      | 3              |
| Argentina   | Facundo Bagnis   | 167      | 4              |
| Argentina   | Máximo González  | 170      | 5              |
| Francia     | Nicolas Devilder | 177      | 6              |
| Germania    | Miša Zverev      | 178      | 7              |
| Argentina   | Diego Junqueira  | 182      | 8              |

- Ranking al 9 luglio 2012.

### Altri partecipanti
Giocatori che hanno ricevuto una wild card:
- Arthur De Greef
- Germain Gigounon
- Dimitar Grabuloski
- Yannik Reuter

Giocatori che hanno ricevuto un entry come special exempt per il tabellone principale:
- Matwé Middelkoop

Giocatori passati dalle qualificazioni:
- Markus Eriksson
- Alexandre Folie
- Riccardo Maiga
- Daniel Smethurst

## Campioni

### Singolare
- Thiemo de Bakker ha battuto in finale  Victor Hănescu, 6-4, 3-6, 7-5

### Doppio
- André Ghem /  Marco Trungelliti hanno battuto in finale  Facundo Bagnis /  Pablo Galdón, 6-1, 6-2